# Wizzard (gruppo musicale finlandese)
Gli Wizzard sono un gruppo musicale heavy metal finlandese in attività dalla metà degli anni novanta. Membri del gruppo sono Teemo Kautonen, Cy, Daniel Reiß e John Blöchinger; ex-membri del gruppo sono Hellboozer,  Jussi Koponen, Tero Leinonen, Janne Sova e Tapio Wilska.

## Storia
Il gruppo viene fondato nell'agosto del 1995 da Teemu "Hexenmeister" Kaatunen.
L'anno seguente il gruppo incide l'album eponimo, che uscirà però soltanto nel 1999..

## Discografia

### Album
- 1996/1999: Wizzard
- 1997: Children of Bodom (con i Children of Bodom e i Cryhavoc)
- 1998: Devilmusick
- 2000: Songs of Sin and Decadence
- 2001: Black Heavy Metal
- 2003: Metal Forever (con i Sacred Steel)

### EP
- 2000: Tormentor